# Приютное (Калмыкия)

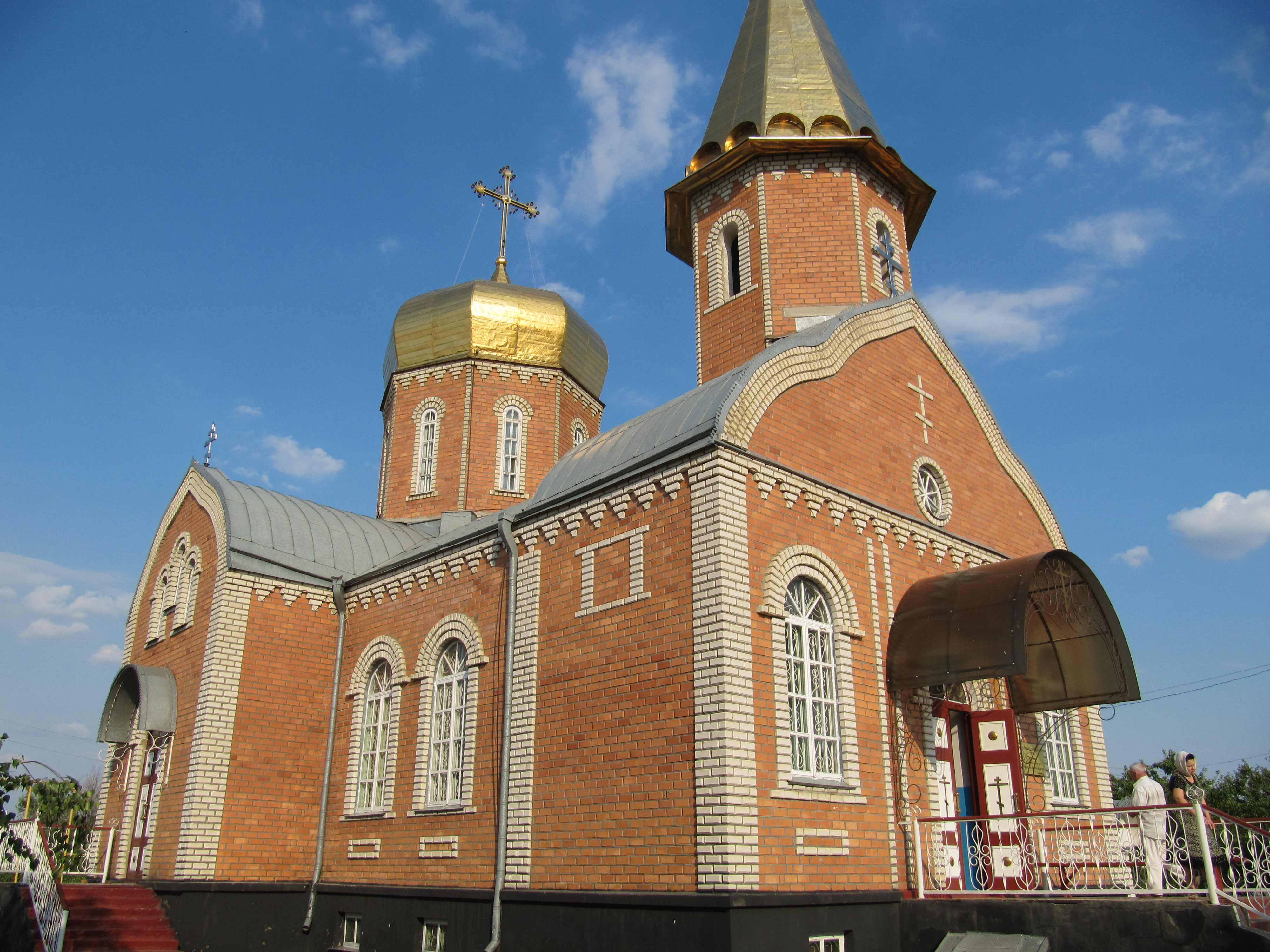
Крестовоздвиженская церковь, Приютное

Прию́тное (калм. Әмтә Нур) — село в Калмыкии. Административный центр Приютненского района и Приютненского сельского муниципального образования.

## География
Село расположено в пределах Кумо-Манычской низменности, являющейся частью Восточно-Европейской равнины. Средняя высота над уровнем моря — 26 м. Рельеф местности равнинный. Местность имеет общий уклон с востока на запад. К северо-западу от села протекает река Наин-Шара, западу — озеро Лиман Голый, к югу — озеро Воробьёво.
По автомобильной дороге расстояние до столицы Калмыкии города Элиста составляет 66 км (до центра города). Ближайший населённый пункт посёлок Доценг расположен в 6,9 км к югу от села. Село пересекает федеральная автодорога Элиста — Ставрополь Р216.
Климат
Согласно классификации климатов Кёппена-Гейгера тип климата — влажный континентальный с умеренно холодной зимой и жарким летом. Среднегодовая температура воздуха — 10,0 °C, количество осадков — 365 мм. Самый засушливый месяц — февраль (норма осадков — 20 мм). Самый влажный — июнь (50 мм).
| Показатель                    | Янв. | Фев. | Март | Апр. | Май  | Июнь | Июль | Авг. | Сен. | Окт. | Нояб. | Дек. | Год  |
| ----------------------------- | ---- | ---- | ---- | ---- | ---- | ---- | ---- | ---- | ---- | ---- | ----- | ---- | ---- |
| Средний суточный максимум, °C | −1,1 | −0,5 | 4,9  | 16,1 | 23,6 | 28,2 | 30,9 | 29,7 | 23,0 | 14,7 | 6,5   | 1,6  | 14,8 |
| Средняя температура, °C       | −4,2 | −4   | 1,0  | 10,5 | 17,5 | 22,0 | 24,7 | 23,5 | 17,2 | 9,9  | 3,2   | −1,2 | 10,0 |
| Средний суточный минимум, °C  | −7,3 | −7,5 | −2,8 | 4,9  | 11,4 | 15,9 | 18,5 | 17,3 | 11,4 | 5,1  | 0,0   | −3,9 | 5,25 |
| Норма осадков, мм             | 28   | 20   | 21   | 27   | 37   | 50   | 38   | 35   | 24   | 24   | 30    | 31   | 365  |
| Источник:                     |      |      |      |      |      |      |      |      |      |      |       |      |      |

## История
Основание села связано с подписанием императором Николаем I 30 декабря 1848 года указа О заселении дорог на калмыцких землях Астраханской губернии, согласно которому на калмыцких землях предполагалось на почтовых трактах  учредить 44 станции в шести направлениях, поселив на каждой из них для обслуживания станций по 50 калмыцких семей и по 5 семей государственных крестьян с наделением их 30 десятинами земли".
Для воплощения программы 19 июня 1847 года комиссией по заселению дорог на калмыцких землях были отведены земли под станции Крестовую, Кормовую, Приютную.
Ни одно из мест, рассмотренных комиссией, в полной мере не отвечало потребностям населенного пункта, однако оставить без заселения этот участок тракта комиссия не решилась. Выбор пал на место около озера Амтя-Нур, более приспособленное для оседлого населения. Будущая станица получила название Приютной.
Заселение данной местности началось не раньше лета 1850 года, так как в 1848 году в Малодербетовском улусе вспыхнула эпидемия холеры.
Основано как станица Приютная (Амтя Нур) в 1850 году.
Жителями села Приютное стали государственные и крепостные  крестьяне из Екатеринославской, Харьковской, Воронежской губерний, отпущенные на волю крестьяне, отставные воинские нижние чины (возможно с Кавказской линии, но вероятнее с войска Донского). Сюда же переселялись и мещане. Калмыцкие семьи числились в селе формально. Семья получала безвозвратно 35 рублей и 30 десятин на одну мужскую душу. Одним из таких крестьян был Степан Кийков из Богучарова (Воронежская губерния). Степан Кийков считается основателем Элисты. Он провёл зиму 1861—1862 гг. в Приютном перед тем, как отправиться в балку Элиста-Сала, где он поселился весной 1862 года.
Согласно списку населённых мест Астраханской губернии в 1859 году на станции Приютной (Амта-Нур) насчитывалось 96 дворов, проживало 404 душ мужского и 365 женского пола.
С самого основания проблемой села являлось отсутствие хорошей воды. Озеро Амтя-Нур содержало помимо солей и вредные вещества. Было очевидно, что для нормального существования села необходимо решить проблему водоснабжения или хотя бы снизить её остроту. В 1856 году в станице Приютной был выдающийся российский академик К. М. Бэр. Восьмого мая в сопровождении крестьян он осмотрел озеро и балку Амтя — Нур и сделал вывод о значительной концентрации извести в воде. Не видя перспективы для дальнейшего развития поселения, крестьяне предложили перенести его в облюбованное ими в 40 верстах урочище Хамур. Однако ходатайство крестьян было отклонено, так как место находилось вдали от тракта. В 1864 году часть приютненцев переселилось в образовавшееся в Ставропольской губернии село Казгулакское, а их земли в районе Приютного отошли к калмыкам.
Несмотря на первоначальные трудности, в 1904 году в селе насчитывалось уже 252 двора с 1874 его жителями, а в 1913 году — 426 дворов и 2353 жителя.
В январе 1919 году село было занято белогвардейскими частями генералов Бабиева и Чайковского, однако уже 24 января Приютное было занято 7-й кавдивизией.

## Население
Динамика численности населения
| 1859 | 1897 | 1900 | 1904 | 1908 | 1914 |
| ---- | ---- | ---- | ---- | ---- | ---- |
| 769  | 1420 | 1874 | 2050 | 2117 | 2353 |

| 1939  | 1959  | 1970  | 1979  | 1989  | 2002  | 2010  |
| ----- | ----- | ----- | ----- | ----- | ----- | ----- |
| 3732  | ↗4313 | ↗5799 | ↗6377 | ↗6860 | ↘5785 | ↗6010 |
| 2021  |       |       |       |       |       |       |
| ↘5182 |       |       |       |       |       |       |

Национальный состав
Согласно результатам переписи 2002 года большинство населения села называло себя русскими и составляло 80 %

## Религия
Русская православная церковь
Храм Воздвижения Креста Господня. С 1857 года молитвенный дом "Воздвижения Честнаго Животворящего Креста", на месте которого вскоре и была построена церковь Воздвижения Креста Господня. Отстроена вновь в 1995 году.
Буддизм
Ступа Просветления Субурган в честь долголетия Его Святейшества Далай Ламы XIV. Открыт в 2007 году.

## Люди, связанные с селом
- Ковалёв, Родион Васильевич (1915—1971) — Герой Социалистического Труда.